# Franciszek Smuda
Franciszek Smuda (Lubomia, 1948. június 22. – Krakkó, 2024. augusztus 18.) válogatott lengyel labdarúgó, edző.
Edzőként különböző klubcsapatokkal több alkalommal megnyerte a lengyel bajnokságot és a szuperkupát, egyszeres kupagyőztes.
2009 és 2012 között a lengyel válogatott szövetségi kapitánya volt.
Egyetlen nagy tornán irányította a nemzeti együttest; a hazai rendezésű 2012-es Európa-bajnokságon, azonban a csoportkörből nem sikerült a továbbjutás.

## Sikerei, díjai

### Edzőként
Widzew Łódź
- Lengyel bajnok (2): 1995–96, 1996–97
- Lengyel szuperkupa (1): 1996

Wisła Kraków
- Lengyel bajnok (1): 1998–99
- Lengyel szuperkupa (1): 2001

Zagłębie Lubin
- Lengyel bajnoki bronzérmes (1): 2005–06
- Lengyel kupadöntős (1): 2005–06

Lech Poznań
- Lengyel bajnoki bronzérmes (1): 2008–09
- Lengyel kupa (1): 2008–09